# Irish Council of Churches
Le Conseil Irlandais des Églises, en anglais Irish Council of Churches, est une association chrétienne inter-Église active en Irlande et en Irlande du Nord. Fondée en 1922 sous le nom d'United Council, elle prend son appellation actuelle en 1966. Quatorze Églises et organisations religieuses sont y reliées : Église orthodoxe d'Antioche, Église d'Irlande, Église grecque orthodoxe en Grande-Bretagne et en Irlande, LifeLink Network of Churches, Église luthérienne en Irlande, Église méthodiste en Irlande, Église morave - Irlande, Église presbytérienne en Irlande, Église presbytérienne non-confessante d'Irlande Société religieuse des Amis, Rock of Ages Cherubim and Seraphim Church, Église orthodoxe de Roumanie en Irlande, Église orthodoxe russe en Irlande, Armée du salut -Irlande.